# Jean Dufy
Jean Dufy (12 de marzo de 1888 - 12 de mayo de 1964) fue un pintor francés que retrataba escenas de la sociedad parisina, escenas del campo, circos, carreras de caballos, escenarios, y orquestas. Su trabajo se exhibió tanto en galerías como en museos a lo largo de su carrera.

## Juventud y educación
Jean Dufy nació en El Havre, Francia el 12 de marzo de 1888 en el seno de una familia de once integrantes. Su padre trabajaba como contador para una empresa metalúrgica. Su hermano mayor era el famoso pintor Raoul Dufy, quien se convirtió en su mentor. Asistió a la escuela primaria École Primaire Supérieure du Havre.

## Primeros años profesionales
Al completar su educación básica a la edad de 16, Dufy tomó un trabajo como empleado itinerante con una compañía francesa de importaciones, y más tarde como secretario en el trasatlántico La Solve, que pasaba entre El Havre y Nueva York. Sus paseos por el puerto de El Havre y su afición por la lectura de Baudelaire, Mallarmé y Rimbaud devinieron su primera inspiración artística. 
En 1906 Dufy visitó una exhibición montada por el "Círculo de Arte Moderno" en El Havre, allí conoció la obra de Picasso, Marquet, Derain, con quien entabló amistad años más tarde, y Matisse, cuyo lienzo Fenêtre ouverte à Collioure instó su decisión de perseguir una carrera como pintor.  En enero de 1914 se presentaron sus acuarelas en la Galería Berthe Weill. Después de ello comenzó a pintar caballos y durante su reclutamiento en la columna de Val-d'Ajol, en el noreste de Francia, ese mismo año. Ya en 1916, cuando trabajaba con su célebre hermano Raoul, los equinos y el mundo de las carreras se volvieron parte importante de su obra.

## Primera Guerra Mundial
Poco después de su primera exhibición, Dufy fue reclutado para la Primera Guerra Mundial como soldado de caballería. Después de servir en la milicia por dos años, el joven artista se mudó a París con lo que hizo su entrada en la escena parisina del arte. 

## Carrera profesional
Al regresar de la guerra, Jean Dufy trabajó por un corto periodo con su hermano para un estudio textil de la compañía leonesa Bianchini-Ferier en Lyon. Posteriormente, luego de una exhibición en la Galería Panardie en París, William Haviland, director de una empresa de porcelana y coleccionista de arte, conoció el trabajo de Dufy. En 1916 lo invitó a crear diseños para su empresa y tiempo después fue uno de sus principales mecenas, a quien obsequió un lienzo titulado Venecia, además de dos acuarelas con temática vedutista. Fueron más de 30 años los que trabajó como decorador para Haviland China en la ciudad de Limoges,  encargándose de la elaboración de diseños florales y motivos de animales.
En 1920 regresó a París y se asentó en Montmartre, el distrito de los artistas, a un lado de Georges Braque, amigo de su hermano, quien lo alentó a experimentar con el Cubismo. Otro de los amigos de Raoul, Othon Friesz, lo empujó al movimiento fauvista. También pasó tiempo con Picasso, Apollinaire y Derain, entre otros.
Inicialmente exhibió su trabajo en el Salón de Otoño de 1923. Y volvió a exhibirse en este salón en los años 1924, 1927, y 1932.  El Salón toma lugar anualmente en el Gran Palacio de París. Y en los años veinte tuvo también exposiciones en la Galería Bing.
En 1925, después de la muerte de su padre, regresó de manera constante a la residencia familiar de la calle Normandie para visitar a su madre. Ese mismo año fue galardonado con una medalla de oro por su trabajo para el «Châteaux de France», en la Exposición Internacional de Artes decorativas. 
En 1926, Dufy viajó por primera vez a Venecia, donde realizó dibujos y óleos de los grandes escenarios de la ciudad. A partir de esta etapa comienza con la intensa tonalidad azul y su materialidad en gouache y acuarela.
En 1930, tuvo su estancia más prolongada en la casa familiar, desde donde ilustró los programas de la Sociedad de Propaganda Musical. 

## Influencias artísticas
Después de establlecerse Montmartre, Dufy participó en muchas exhibiciones que reflejaban la música y el arte de la cultura parisina después de la guerra. En 1920 el ballet Le Boeuf sur le Toit lo introdujo a los grandes músicos mexicanos de la época,. En ese contexto tuvo un importante acercamiento a La Revue Negre, espectáculo de cabaret que se presentaba en el Teatro de los Campos Elíseos de París. Allí, entre el jazz popular llevado a Francia por los soldados americanos al final de la Primera Guerra Mundial, el artista experimentó la fusión de color y música en su pintura. Durante el mismo periodo, Dufy concentró su temática en la elaboración de obras cuyos protagonistas son payasos, músicos y bailarinas, así como escenas cotidianas que incluían dibujos de carruaje tirados por caballos, las puertas de París, la Torre Eiffel y los puentes del Río Sena.
Obras como Les Clowns Musiciens o Fantasía Ecuestre, cita en el Museo Soumaya de la Ciudad de México, reflejan su interés por la algarabía y el desenfreno característico de la Belle Époque, que él reflejó a partir de una cromática intensa y forma contundente.  

## Muerte
Murió el 12 de mayo de 1964 en París, dos meses después de la muerte de su esposa, en La Boissiere en Boussay.

## Historia de exhibición
- En 1929 "Le Cirque" se exhibió en el Gran Palacio de París.
- Dufy se exhibió en Nueva York por primera vez en 1930 en la Galería Balzac.
- En 1938, el Museo de Arte de Portland organizó una exhibición de pinturas modernas. Dufy fue representado por "La Chambre des Deputes", el cual fue reproducido en la portada del catálogo de la exhibición.
- La Galería Jos. Hessel en París exhibió 150 piezas de Dufy en 1948.
- En 1952 Dufy tuvo una exhibición individual en la Galería Jmes Vigeveno en Los Ángeles.
- Van Dieman-Lilienfeld’s (21 East 57th Street, Nueva York, NY) presentó una exhibición de acuarelas y óleos de Dufy en mayo de 1955.[14]
- En marzo de 1964 Galerías Wally Findlay Galleries, en Chicago, sostuvo una exhibición de cerca de 20 pinturas de Dufy.[15]
- Galerías Wally Findla, en Nueva York, sostuvo una exhibición en enero de 1975 que incluía óleos de Jean Duffy.[16]
- Family Affairs, Brothers and Sisters in Art sostuvo en 2005-2006 en la Casa del Arte en Múnich y en el Palacio de Bellas Artes en Bruselas.

## Obras
Las siguientes obras se encuentran actualmente en exhibición en el Museo Soumaya:
- París, el barrio de Montmartre, el cabaret Molino de la Galette (1901-1930). Óleo sobre lienzo.

- Bailarina mexicana y orquesta (1929-1930). Gouache sobre papel. En esta obra Jean Dufy plasmó uno de los temas que más le interesaban: la música. Elaborada en la técnica que el pintor más utilizaba, el gouache, ilustra la escena festiva de un conjunto de mariachis. De 1929 a 1930 realizó algunas otras obras con temas de la cultura mexicana como "Haute école mexicaine (Le cirque)".

- Buque que parte del Puerto de El Havre (1930). Acuarela sobre papel. En esta imagen se presenta un gran buque que zarpa mientras es observado desde un puente. El artista no volvió a esta ciudad después de aquella temporada, por lo que esta acuarela podría ser la última representación in situ que hizo Dufy de El Havre.

- Fantasía ecuestre (1940). Gouache y acuarela sobre papel. A diferencia de la obra homónima de 1926, sintetiza el color en acuarela y detalla el gouache. Ilustra en esta pieza blancos, rojos, verdes y, sobre todo, azules.

- Venecia, el Gran Canal (1926-1927). Óleo sobre papel.

## Representación en Galerías
- Galería Barreiro, París;
- Galería Jos. Hessel, París;
- Galería Drouand-David, París;
- Galerías James Vigeveno, Westwood Hills;
- Galerías Wally Findlay, Nueva York, Chicago y Palm Beach;
- Galerías Hammer, Nueva York;
- Galerías Chase, New York;
- Galería Georges de Braux, Philadelphia.